# 克洛斯特湖
53°53′50″N 12°50′53″E / 53.89711°N 12.84817°E

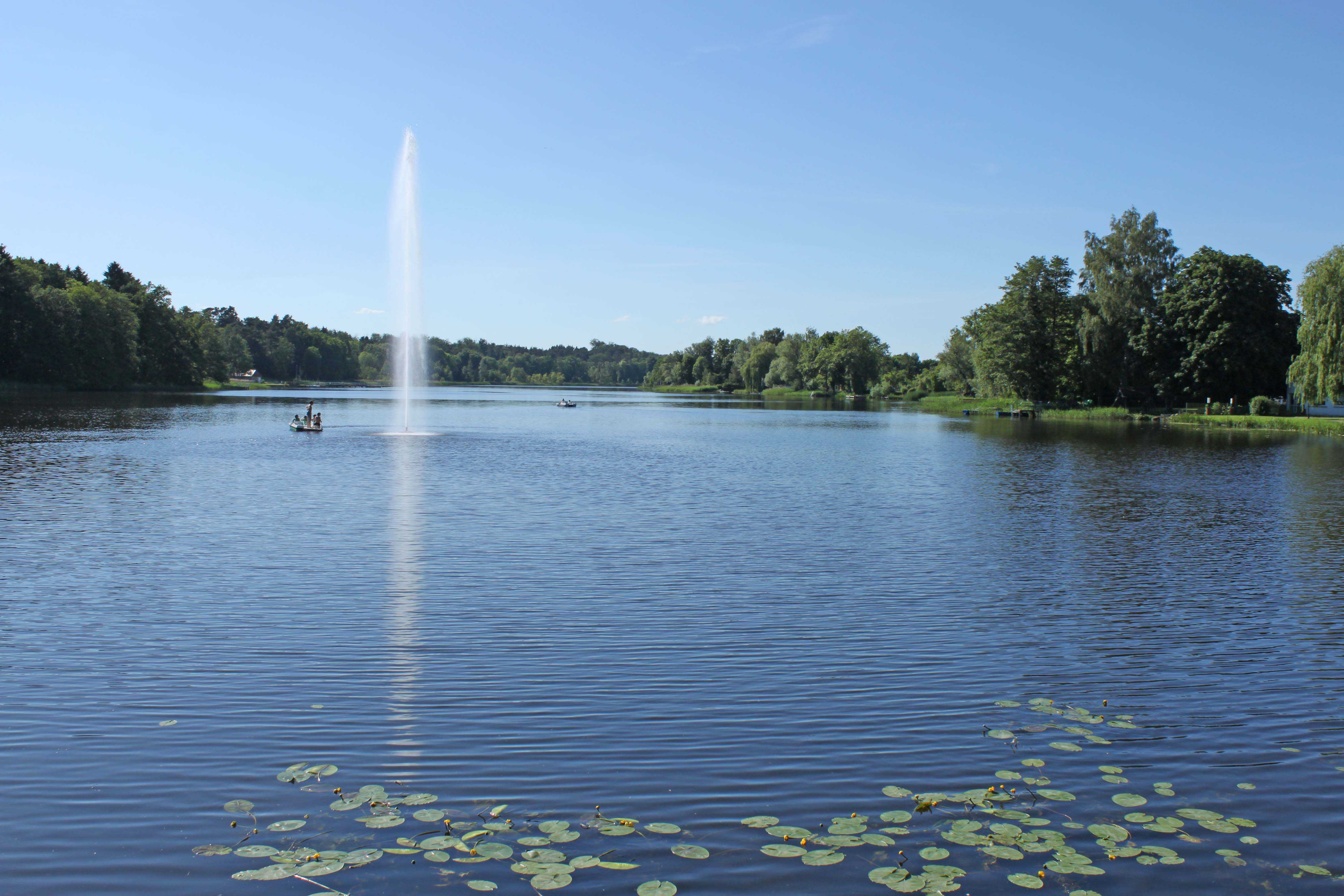

克洛斯特湖（德語：Klostersee），是德國的湖泊，位於該國東北部，由梅克倫堡-前波美拉尼亞州負責管轄，處於梅克倫堡湖區縣，長1.4公里、寬0.2公里，面積0.25平方公里，海拔高度11米。